# Conrat Montefeltro
Corrado Montefeltro fou fill de Guiu I Montefeltro. Fou monjo, però no és clar si fou dominic o franciscà. Després fou nomenat bisbe d'Urbino el 1309. Va morir el 1317.